# Liste des monuments historiques de Quimperlé
Cet article recense les monuments historiques de Quimperlé dans le Finistère.

## Statistiques
Quimperlé compte 19 édifices comportant au moins une protection au titre des monuments historiques, soit 3 % du total des monuments historiques du Finistère. Six d'entre eux sont classés, deux partiellement classés et inscrits, les 11 autres étant inscrits à l'inventaire supplémentaire des monuments historiques. 

## Liste
| Monument                                  | Adresse                  | Coordonnées                        | Notice         | Protection     | Date      | Illustration                              |
| ----------------------------------------- | ------------------------ | ---------------------------------- | -------------- | -------------- | --------- | ----------------------------------------- |
| Abbaye de Saint-Colomban                  | 16 rue Brémond-d'Ars     | 47° 52′ 24″ nord, 3° 32′ 42″ ouest | « PA00090377 » | Classé Inscrit | 1949      | Abbaye de Saint-Colomban                  |
| Abbaye Sainte-Croix de Quimperlé          | Rue de la Paix           | 47° 52′ 21″ nord, 3° 32′ 42″ ouest | « PA00090381 » | Classé Inscrit | 1840 1926 | Abbaye Sainte-Croix de Quimperlé          |
| Ancien couvent des Ursulines de Quimperlé | Avenue Jules-Ferry       | 47° 52′ 10″ nord, 3° 32′ 50″ ouest | « PA00090378 » | Inscrit        | 1927      | Ancien couvent des Ursulines de Quimperlé |
| Dolmen de Roscasquen                      | Route de Pont-Scorff     | 47° 51′ 51″ nord, 3° 30′ 44″ ouest | « PA00090379 » | Classé         | 1958      | Dolmen de Roscasquen                      |
| Église Notre-Dame-de-l'Assomption         | Place Saint-Michel       | 47° 52′ 16″ nord, 3° 32′ 53″ ouest | « PA00090380 » | Classé         | 1915      | Église Notre-Dame-de-l'Assomption         |
| Hôpital Frémeur                           | Rue de l'Hôpital-Frémeur | 47° 52′ 15″ nord, 3° 33′ 02″ ouest | « PA29000020 » | Classé         | 2004      | Hôpital Frémeur                           |
| Immeubles                                 | 2 rue Gauguin            | 47° 52′ 16″ nord, 3° 32′ 52″ ouest | « PA00090382 » | Inscrit        | 1928      | Immeubles                                 |
| Maison                                    | 8 rue Brémond-d'Ars      | 47° 52′ 23″ nord, 3° 32′ 42″ ouest | « PA00090385 » | Inscrit        | 1928      | Maison                                    |
| Maison                                    | 10 rue Brémond-d'Ars     | 47° 52′ 23″ nord, 3° 32′ 42″ ouest | « PA00090386 » | Inscrit        | 1928      | Maison                                    |
| Maison                                    | 12 rue Brémond-d'Ars     | 47° 52′ 23″ nord, 3° 32′ 42″ ouest | « PA00090387 » | Inscrit        | 1928      | Maison                                    |
| Maison                                    | 4 rue Dom-Morice         | 47° 52′ 22″ nord, 3° 32′ 45″ ouest | « PA00090388 » | Classé         | 1976      | Maison                                    |
| Maison                                    | 9 rue Dom-Morice         | 47° 52′ 23″ nord, 3° 32′ 44″ ouest | « PA00090390 » | Classé         | 1931      | Maison                                    |
| Maison                                    | 15 place Saint-Michel    | 47° 52′ 13″ nord, 3° 32′ 55″ ouest | « PA00090391 » | Inscrit        | 1928      | Maison                                    |
| Maison                                    | 45 place Saint-Michel    | 47° 52′ 16″ nord, 3° 32′ 55″ ouest | « PA00090383 » | Inscrit        | 1928      | Image manquante Téléverser                |
| Maison                                    | 8 rue Savary             | 47° 52′ 19″ nord, 3° 32′ 47″ ouest | « PA00090392 » | Inscrit        | 1928      | Maison                                    |
| Maison des Archers                        | 7 rue Dom-Morice         | 47° 52′ 23″ nord, 3° 32′ 45″ ouest | « PA00090389 » | Classé         | 1972      | Maison des Archers                        |
| Maison de retraite du Bourgneuf           | 28 rue du Bourgneuf      | 47° 52′ 09″ nord, 3° 32′ 37″ ouest | « PA00090384 » | Inscrit        | 1932      | Maison de retraite du Bourgneuf           |
| Pont Fleuri                               | Rue Ellé                 | 47° 52′ 22″ nord, 3° 32′ 37″ ouest | « PA00090394 » | Inscrit        | 1928      | Pont Fleuri                               |
| Présidial de Quimperlé                    | Rue Brémond-d'Ars        | 47° 52′ 24″ nord, 3° 32′ 44″ ouest | « PA00090393 » | Inscrit        | 1932      | Présidial de Quimperlé                    |